# Egesina modiglianii
Egesina modiglianii är en skalbaggsart som beskrevs av Stefan von Breuning 1943. Egesina modiglianii ingår i släktet Egesina och familjen långhorningar. Inga underarter finns listade i Catalogue of Life.